# فرودگاه‌های تایلند
فرودگاه‌های تایلند (تایلندی: บริษัท ท่าอากาศยานไทย จำกัด (มหาชน)) شرکت مدیریت فرودگاه تایلندی است، که در سال ۲۰۰۲ توسط وزارت ترابری تایلند تأسیس شد.